# پرنیله هاردر
پرنیله موزهگارد هاردر (متولد ۱۵ نوامبر ۱۹۹۲) بازیکن فوتبال حرفه‌ای اهل دانمارک است که در باشگاه فوتبال چلسی انگلستان در پست مهاجم به بازی مشغول است. هاردر از سال ۲۰۰۷ میلادی عضو تیم ملی زنان دانمارک می‌باشد و از سال ۲۰۱۶ بازوبند کاپیتانی تیم ملی را به بازو می‌بندد.
او در سال ۲۰۲۰ با انتقال از ولفسبورگ به باشگاه فوتبال چلسی رکورد گران‌قیمت‌ترین بازیکن زن تاریخ را به نام خود ثبت کرد. 
او همسر هم‌تیمی‌اش در باشگاه چلسی مگدالنا اریکسن است.